# Route départementale 430 (Haut-Rhin)
Pour les articles homonymes, voir Route départementale 430.
La route départementale 430 ou D 430 68, également appelée Route du Florival ou encore La Pénétrante, est une route départementale française reliant le col de la Schlucht à Mulhouse. Elle dispose d'une section 2×2 voies de 19 km de Guebwiller à Mulhouse.
Elle est issue du déclassement de la route nationale 430 à la suite de la réforme de 1972.

## Voie express (deMulhouseàGuebwiller)
- Début de la voie express, de Mulhouse à Guebwiller.
- Début de section à accès réglementée. Début de section à 2x2 voies. Limitation à 90 km/h, section en périphérie de Mulhouse.
- 13 D20 : Illzach-Sud, Cité Administrative, Parc des Expositions
- 12 A36  Échangeur entre D430 et A36 : Paris, Lyon, Belfort, Strasbourg, Freiburg, Basel ( Suisse), Euroairport ( Suisse)
- Rappel. Fin de section à 2x2 voies. Début de section à 2x3 voies.
- 11 D38 (depuis et vers Mulhouse) : Illzach-Centre, Bourtzwiller,
- Avant croisement à feux tricolore. Limitation à 70 km/h.
- à 120 m.  Avant réduction à 2x2 voies. Limitation à 50 km/h, sur le croisement.
- 10 D38 (croisement à feux) : Kingersheim-Centre, Pfastatt, Bourtzwiller, Cimetière Nord
- Début de section à accès réglementée. Limitation à 50 km/h.
- Réduction à 2x2 voies.
- Limitation à 90 km/h, section en périphérie de Mulhouse.
- 9 D155-D429 : Kingersheim-Le Kaligone, Richwiller
- Limitation à 110 km/h, fin de section en périphérie de Mulhouse.
- 8 D429 : Wittenheim-Centre, Wittenheim-Fernand Anna, Richwiller, Zones d'Activités
- 7 D429-D20.1 : Wittenheim-Jeune Bois, Wittenheim-Sainte Barbe, Zone Commerciale Pôle 430
- 6 D2 : Wittelsheim, Staffelfelden, Pulversheim, Ensisheim
- 5 D429 : Bollwiller, Pulversheim, Écomusée, Parc du Petit Prince, Cité Alex
- 4 D44 : Ensisheim, Ungersheim, Feldkirch
- 3 D48 : Soultz-Sud, Raedersheim
- 2 D83  Échangeur entre D430 et D83 : Belfort, Cernay, Thann ; Colmar, Merxheim, Rouffach
- 1 D3Bis (depuis et vers Mulhouse) : Issenheim
- à 200 m.  Avant réduction à 1 voie. Limitation à 90 km/h.
- à 400 m. Avant giratoire.
- Réduction à 1 voie. Limitation à 70 km/h.
- Sur le giratoire. Limitation à 50 km/h.
- Carrefour giratoire entre D430 et D5 :
  - D430 : Belfort, Colmar, Mulhouse, Wittelsheim, Cernay, Ensisheim
  - D5 : Issenheim, Camping Le Florival ***
  - D5 : Soultz, Thierenbach, ZI du Florival
  - D430 : Guebwiller, Le Markstein
- Fin de la voie express, de Mulhouse à Guebwiller

## Liens externes

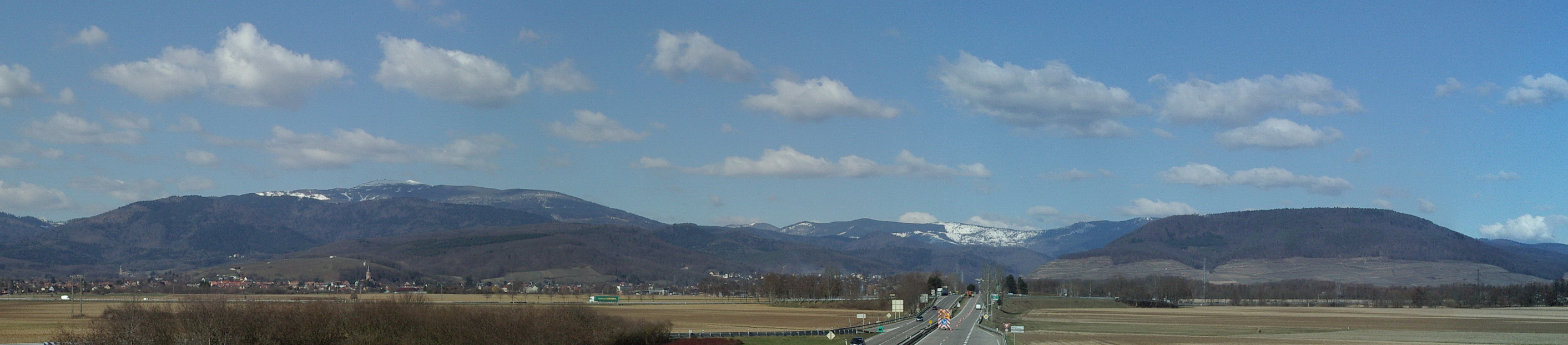
Panorama des Vosges depuis la D 430. À gauche le Grand Ballon, Soultz au pied de celui-ci, au centre le massif du Markstein, et la départementale juste dessous.

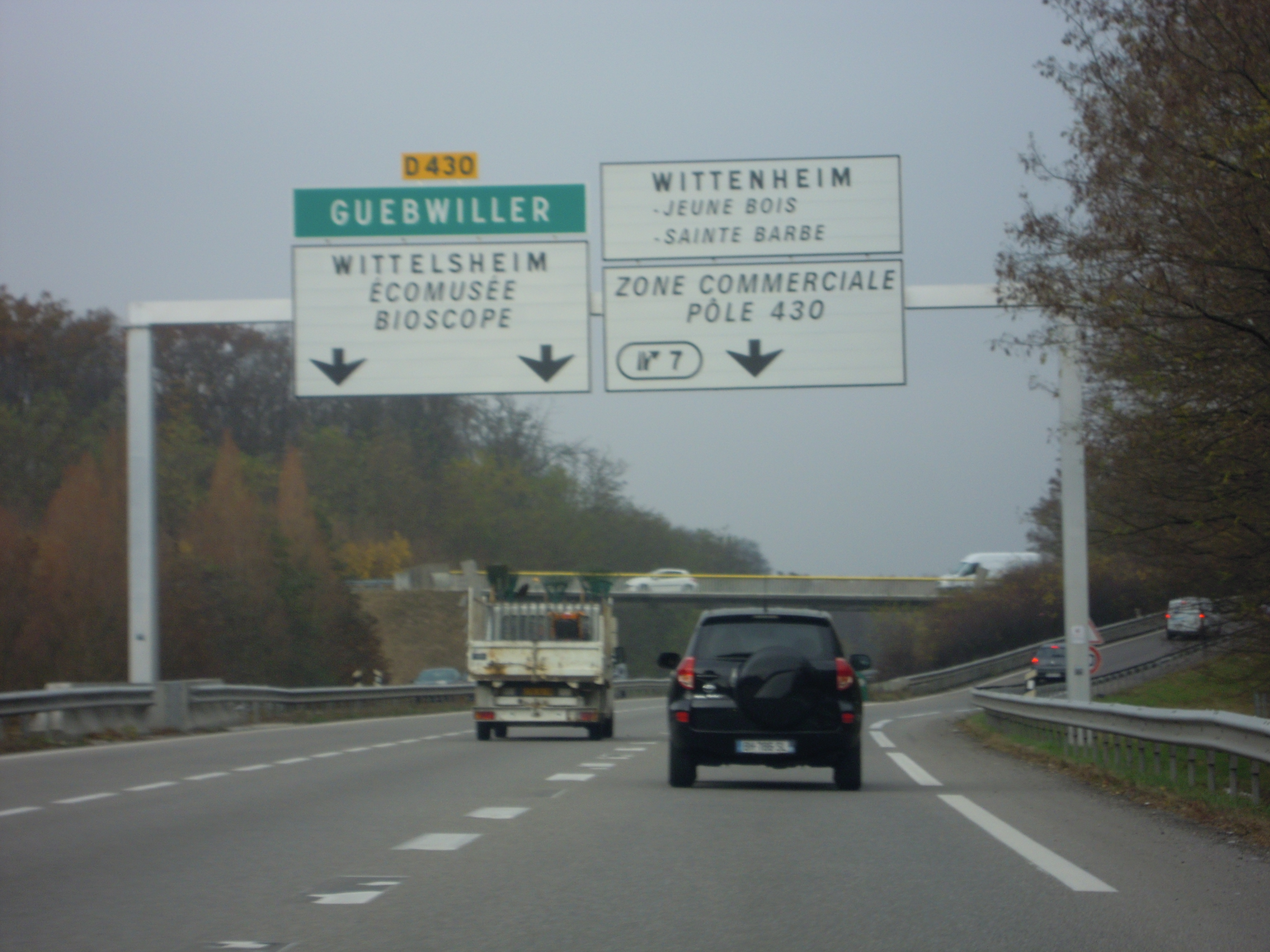
La D 430 entre Mulhouse et Guebwiller.